# Алтайские шашки
Алтайские шашки (шатра) — одна из разновидностей игры в шашки, сочетающая в себе правила и шашек, и шахмат.

## История
Является древним народным интеллектуальным видом спорта алтайцев.
Данный вид шашек был воссоздан на Алтае в 1970—1980-е годы; правила игры были разработаны при участии специалистов из Горно-Алтайского научно-исследовательского института истории, языка и литературы и опубликованы в областной газете «Звезда Алтая» и в некоторых районных газетах.

## Правила игры
Шашечная доска
В шатре используется своеобразная игровая доска, которая представляет собой прямоугольник размером 7×14 полей с 62 чёрными и белыми игровыми полями. Поля доски имеют условные названия: прямоугольник, в который входят поля с 11 по 52 называется большое квадратное поле; квадраты 1—9 и 54—62 — чёрная и белая крепости; поля 10 и 53 — ворота крепостей; разделительная линия между горизонтальными рядами 25—31 и 32—38 — ров; вертикаль 2—61 — большая дорога; поля 1—3 и 60—62 — поля превращения шатер в другие фигуры; части доски без нумерации — стены крепостей, по ним не играют.
Игровая доска располагается так, чтобы перед играющим белыми была её торцевая часть с белой крепостью.
Шашки
В шатре шашки имеют свои названия: бий, батыр, тура, ялкын, шатра. Перед началом игры у обоих соперников находятся по одному бию и батыру, по две туры и два ялкына и по одиннадцать шатер. На диаграммах шатры обозначаются кружками белого и чёрного цветов. Для обозначения бия в центре такого же кружка наносится размером в 1/3 диаметра кружок противоположного цвета. Батыр обозначается вписанным в окружность треугольником, тура — квадратом и ялкын — прямой линией, проходящей вдоль диаметра кружка, противоположного цвета. В сувенирных комплектах для игры применяются шахматные фигуры: бий заменяется королём, батыр — ферзём, тура — ладьёй, ялкын — слоном и шатра — пешкой. В спортивных комплектах применяются круглые плоские шашки с отличительными знаками для диаграмм.
Начальное расположение шашек:
Белые
бий — 53, батыр — 61, туры — 55, 58, ялкыны — 54, 56 и шатры — 57, 59, 60, 62, 46-52
Чёрные
бий — 10, батыр — 2, туры — 5,8, ялкыны — 7, 9 и шатры — 1, 3, 4, 6, 11-17
Цель игры — уничтожить бия или лишить соперника возможности сделать ход.
Правила хода для шашек
Движение шашек производится по всем 62 свободным полям. Шашки, расположенные в начале партии в крепостях и воротах, составляют резерв. Ходить в своей крепости они не могут, но могут, при своей очереди хода, по одной шашке выставляться на любое из полей своей половины большого поля. Шашки не могут входить в свои крепость и ворота, пока там находится хотя бы одна шашка начального резерва. Шашки, вошедшие в свои крепость и ворота (при отсутствии в них фигур начального резерва), опять приобретают право резерва, а также право ходить (в своей крепости, из крепости в ворота, и обратно) по общим правилам. Шашки, которые вошли в чужую крепость или её ворота, могут ходить там по общим правилам, а по правилу резерва — выставляться на любое из полей половины большого поля соперника.
Шатра
Ходит только вперед: на своей половине большого поля — по вертикали на 1-2 поля, дойдя до рва — на соседнее поле по вертикали и диагонали, а находясь за рвом — на соседнее поле по вертикали, горизонтали и диагонали.
Шатра, достигшая любого из полей превращения в крепости противника, должна быть заменена любой другой шашкой, которой у играющего нет в этот момент на доске. Если же на доске все шашки, то превращение шатры откладывается до взятия одной из них. Непревращенная шатра ходит по горизонтали.
Бий
Ходит по вертикали, горизонтали и диагонали на соседнее поле вперед и назад.
Батыр
Ходит по вертикали, горизонтали и диагонали — на любое количество полей, свободных от других шашек, вперед и назад. При нахождении в своей крепости и её воротах на полях большой дороги может ходить на любое количество полей большой дороги от 2 до 49 для белых и от 14 до 61 — для чёрных, если большая дорога от начала и до поля окончания хода свободна от других шашек.
Тура
При нахождении в своей крепости и её воротах на полях большой дороги, может ходить также как и батыр.
Взятие фигурами
В шатре, также как и во многих других шашечных системах, взятие фигур соперника обязательно, как вперед, так и назад. При возможности взятия по двум или более направлениям выбор предоставляется берущему. Если указанные условия взятия имеются и дальше по прямой, или на пересекающихся с ней: для батыра — вертикали, горизонтали или диагонали, туры — вертикали или горизонтали, ялкына — диагонали, то они обязаны взять все, находящиеся на ближайших к ним ортогоналях или диагоналях шашки противника до конца избранного варианта. Если одна из берущих фигур бий, то он бить не обязан, но теряет право совершения безударного хода. Право бить не до конца за ним сохраняется. При взятии также можно берущей шашкой любое количество раз становиться на одно и то же поле, но нельзя дважды «перепрыгивать» через одну и ту же шашку соперника. Шашка, находящаяся на большом поле, не имеет права брать те шашки противника, после взятия которых становится на любое из полей своей крепости или ворот, если в крепости имеется хоть одна из шашек начального резерва. Шатра, находящаяся в воротах соперника, пользуется правом взятия по общим правилам и по правилам для бия. Взятие шашками в крепостях и из крепостей производится по общим правилам. Шашка начального резерва после взятия в своей крепости при очередном безударном ходе должна выставиться по правилу резерва.
Шатра
Шатра бьет фигуру соперника, находящуюся на соседнем по горизонтали, вертикали или диагонали поле, если за последней по прямой удара (взятия) имеется свободное поле, на которое и ставится бьющая шатра. Белая шатра, находящаяся на одном из полей горизонтали 25-31 (для чёрной — горизонталь 32-38), обязана взять шатру соперника, если последняя походила сразу на два поля по смежной вертикали, а за средним полем этой вертикали по диагонали имеется свободное поле. Такое взятие называется взятием на проходе. Если указанные условия взятия имеются и дальше, то шатра должна бить до конца избранного варианта. Если шатра при взятии достигла поля превращения в крепости соперника, то шашка, на которую шатра при этом заменилась, обязана этим же ходом продолжать взятие, если оно имеется. Шатра, находящаяся на большом поле, не имеет права брать те шашки противника, после взятия которых становится на любое из полей своей крепости или её ворот.
Бий
Взятие бием производится по правилам для шатры, но при этом берущему предоставляется право взятия шашек соперника не до конца избранного варианта, а также право не бить, но в этом случае бий обязан ходить. Бий имеет право брать те фигуры соперника, после взятия которых становится в свои ворота.
Батыр
Батыр бьет шашку соперника, стоящую на одной с ним вертикали, горизонтали или диагонали, если между ними нет других шашек, а за бьющейся шашкой по прямой удара имеется одно или более свободных полей, на одно из которых и ставится бьющий батыр.

## Шатра как вид спорта
Шатра является одним из любимых национальных видов спорта в Горном Алтае. Проводятся соревнования различного уровня.

## Интересные факты
- Программу под Windows для игры в алтайские шашки написал Фрэнсис Монкман в 2000 году.[3]